# Kasern
Kasern (Italiaans: Casere) is een plaats (frazione) in de Italiaanse gemeente Prettau.